# Grammotaulius signatipennis
Grammotaulius signatipennis là một loài Trichoptera trong họ Limnephilidae. Loài này được phát hiện ở miền Cổ bắc và miền Tân bắc.